# Pontificia accademia mariana internazionale
La Pontificia accademia mariana internazionale (PAMI) è una delle sette accademie pontificie coordinate dal Pontificio consiglio della cultura.

## Scopi
- La PAMI è un ente per il coordinamento degli studiosi e dei cultori di mariologia di tutto il mondo.
- Il suo compito è quello di riunire e favorire lo scambio di idee ed esperienze tra la pluralità degli esperti di questa disciplina appartenenti alle principali confessioni cristiane (cristiani ortodossi, protestanti, e cattolici).
- Riunisce i cultori di mariologia di tutto il mondo nel Congresso mariologico mariano internazionale che celebra ogni 4 anni.
- Tra le funzioni della PAMI vi è il coordinamento delle varie società mariologiche nazionali[1]; dei cultori e dei docenti di mariologia.
- Suo scopo principale è poi quello di organizzare - attraverso i suoi specialisti e soci - congressi, convegni, forum, giornate di studio e catechesi per quanti chiedono di approfondire la conoscenza integrale di Maria, madre di Gesù.
- In linea con le direttive della Congregazione per l'educazione cattolica, la PAMI indirizza la ricerca e lo studio come pure la devozione e la pietà popolare ad "evitare presentazioni unilaterali della figura e della missione di Maria, a detrimento della visione d'insieme del suo mistero" (Maria nella formazione intellettuale, n. 29)[2].
- Alla PAMI è stato affidato anche il coordinamento dei docenti di mariologia per i quali organizza periodici incontri  Archiviato il 4 maggio 2013 in Internet Archive..
- La PAMI ha indirizzato ai "cultori di mariologia" una sua lettera in cui riassume i compiti e le linee fondamentali della mariologia[3].

## Storia

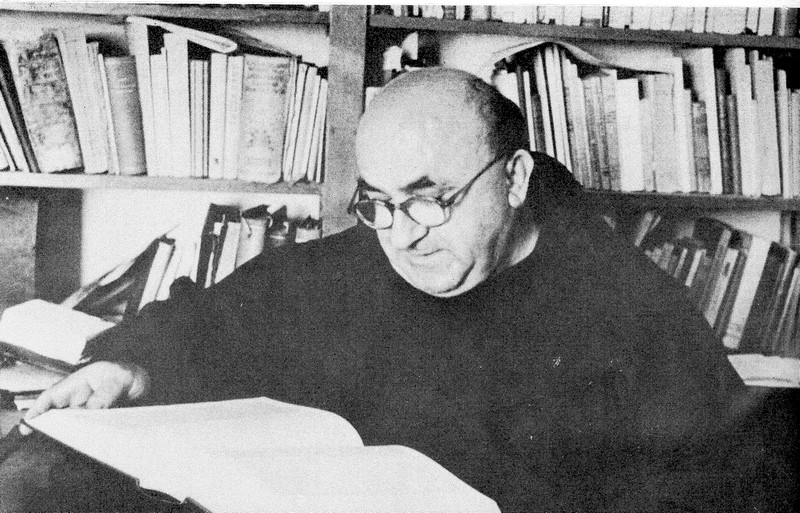
Carlo Balić

La Pontificia academia mariana Internationalis (PAMI) è nata il 27 luglio 1946, quando l'Ordine dei frati minori nominava una “Commissio Marialis Franciscana”, con sede presso l'allora pontificio ateneo Antonianum a Roma. Questa Commissio aveva il compito di organizzare e dirigere tutte le attività “mariologiche e mariane” in preparazione del primo centenario della proclamazione del dogma dell'Immacolata Concezione e di favorire gli studi per la successiva definizione del dogma dell'Assunzione in cielo di Maria. Presidente di questa Commissio fu nominato padre Carlo Balić (1899-1977).
Tra i suoi scopi vi fu quello di creare un'“Academia Mariana” per organizzare conferenze scientifiche e curare l'edizione di una “Bibliotheca Mariana”.
L'inaugurazione di questa “Academia Mariana” avvenne il 29 aprile 1947 durante il “Primo Congresso mariologico dei frati minori d'Italia” dedicato al tema dell'Assunzione di Maria.
Da quel momento l'Academia si occupò di organizzare una serie di “Congressi Assunzionistici” (Lisbona 1947, Madrid 1947; Montréal 1948; Buenos Aires 1948; Puy-en-Velay 1949; USA 1950). E fu con l'esperienza di questi congressi che il P. Balić vide la necessità di una coordinazione degli studi e dei ricercatori di mariologia. Così ebbe l'idea di trasformare l'Accademia Mariana in un ente di collegamento e di incontro tra tutti i “cultori di mariologia” del mondo.
In questo periodo la Santa Sede stava valutando di organizzare un congresso mondiale in occasione della proclamazione del dogma dell'assunzione. Si pensò così di continuare la celebrazione dei grandi congressi mariani iniziati nel 1900 e sospesi a causa delle due guerre mondiali. Sembrò bene alla Santa Sede di affidare l'incarico a questa nuova accademia, che da quel momento prese il nome di “Academia Mariana Internationalis”.
Fin dall'inizio ebbe come suo aspetto caratteristico l'internazionalità: l'incontro tra le diverse culture e tradizioni.
A Roma, nel 1950, in occasione e preparazione del dogma dell'Assunzione, l'Accademia diresse l'organizzazione dell'8º Congresso mariano internazionale a cui fu aggiunto, per iniziativa di padre Balić, il 1º Congresso mariologico internazionale con una caratteristica maggiormente scientifica.
Nel 1954, nel primo centenario della proclamazione del dogma dell'Immacolata Concezione, la Santa Sede affidò nuovamente all'Accademia Mariana l'organizzazione del 9º Congresso Mariano Internazionale e 2° Mariologico, che furono celebrati a Roma dal 24 ottobre al 1º novembre 1954. Anche il 10º Congresso mariano internazionale e 3° Mariologico celebrati a Lourdes nel 1958 furono affidati a questa Accademia.
A motivo della buona riuscita di questi Congressi e dell'efficienza dimostrata da questa Accademia, l'8 dicembre 1959, il papa Giovanni XXIII, con il motu proprio Maiora in dies, diede all'Accademia il titolo di “Pontificia”, riconoscendola quale ente internazionale e centrale per il coordinamento del lavoro mariologico delle singole nazioni e di singole entità scientifiche, e affidando alla medesima il consiglio stabile per l'indizione dei Congressi mariologico-mariani internazionali.
Il 4 dicembre 2012, con rescritto di papa Benedetto XVI, ha assorbito anche le funzioni della soppressa Pontificia accademia dell'Immacolata.
Il 15 aprile 2023 è stato creato un osservatorio centrale col compito di "attivare commissioni nazionali e internazionali per valutare e studiare apparizioni e fenomeni mistici segnalati in varie aree del mondo, promuovere attività di aggiornamento e di formazione su questo tipo di eventi e sui loro molteplici significati spirituali e culturali, promuovere attività di alta divulgazione e consulenza, specialmente a servizio delle Chiese locali e dei vescovi, ma anche attività di ricerca trans-disciplinare di concerto con le istituzioni accademiche, sia laiche, sia ecclesiastiche, e la pubblicazione dei risultati delle ricerche condotte". La struttura è composta da un comitato direttivo e da un comitato scientifico, entrambi formati da esperti in teologia, mariologia ed ecclesiologia. La creazione dell'osservatorio muoveva nella direzione di una crescente centralizzazione del discernimento spirituale circa i presunti fenomeni mariani e degli episodi mistici legati alla beata Vergine Maria. I criteri e le norme per il discernimento spirituale dei suddetti presunti fenomeni mistici sono stati promulgati dal Dicastero per la dottrina della fede il 17 maggio 2024. Queste norme prevedono che il vescovo diocesano, d'intesa col predetto Dicastero, valutino la positività o la negatività di tali fenomeni, non dichiarandone l'origine soprannaturale, che spetta al solo Pontefice.

## Direttivo e soci
Il presidente e il segretario della PAMI sono nominati dal papa con durata quinquennale.
Il relativo consiglio viene eletto dai soci ordinari con la stessa scadenza.
I soci dell'Accademia sono distinti in:
1. ordinari: studiosi che hanno contribuito in modo notevole allo sviluppo della mariologia.
2. corrispondenti: cultori, docenti, ricercatori, membri delle società mariologiche nazionali, dei santuari mariani e persone che contribuiscono all'approfondimento della conoscenza della figura di Maria sia scientificamente (via veritatis) come anche in modo artistico, letterario, poetico e pastorale (via pulchritudinis).
3. onorari: autorità ecclesiastiche e civili, benefattori e altri cultori di mariologia.
L'Art. 6 degli Statuti approvati nel 1997 da Giovanni Paolo II recita: "Possono essere annoverati tra i soci dell'Accademia anche uomini o donne dotti che appartengono ad altre confessioni cristiane, promuovendo così il movimento ecumenico".

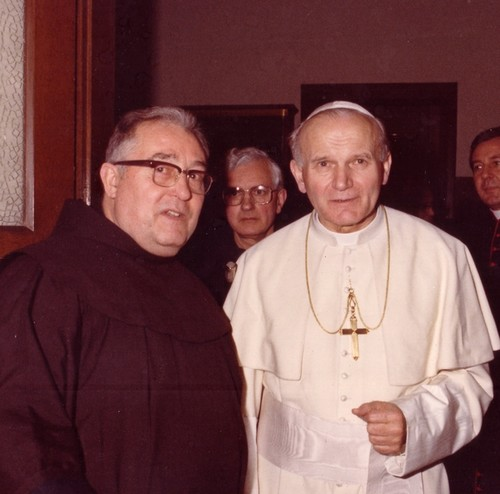
Giovanni Paolo II con P. Melada

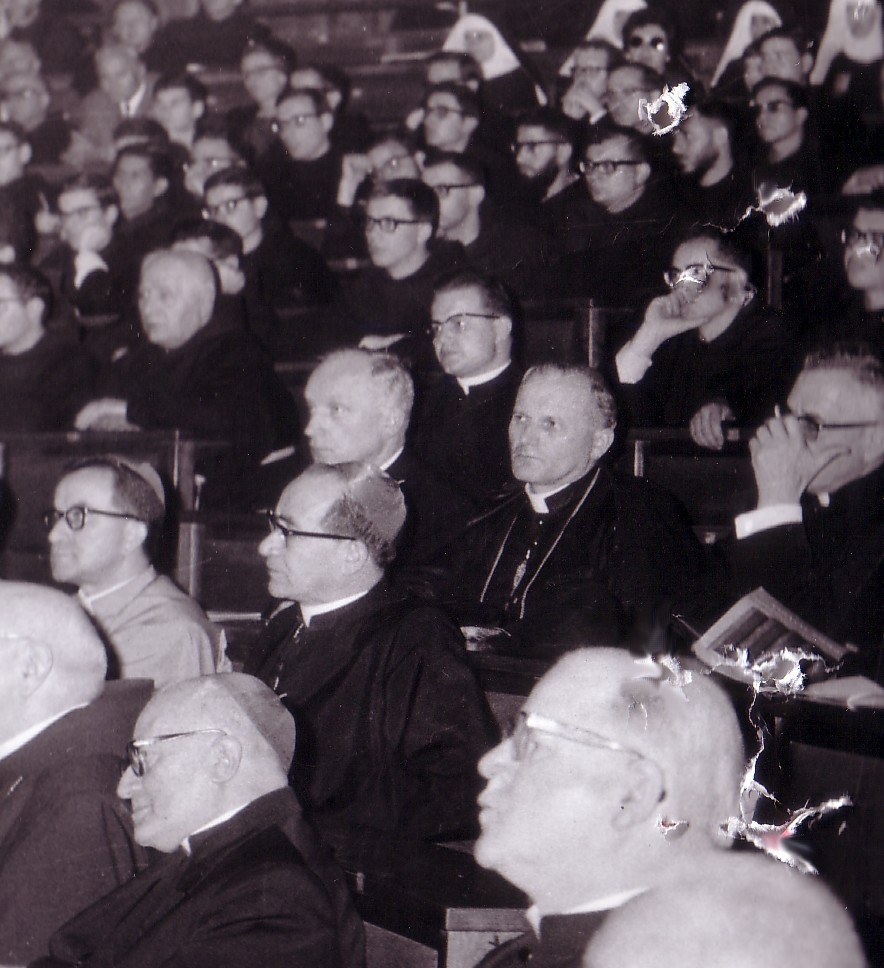
Wojtyła al Congresso del 1975

## Società mariologiche

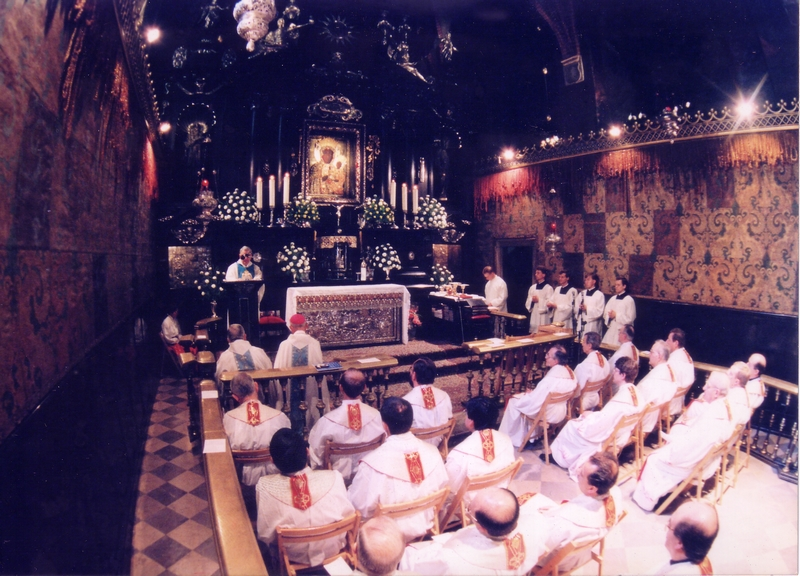
Częstochowa 1996

- Société française d'études mariales (SFEM - Francia)
- Sociedad Mariológica Española (SME - Spagna)
- Mariological Society of the United States (USA)
- Deutsche Arbeitsgemeinschaft für Mariologie (Germania)
- Sociedad Mariológica Colombiana
- Polskie Towarzystwo Mariologiczne (Polonia)
- Hrvatski Mariološki Institut (Croazia)
- Associazione Mariologica Interdisciplinare Italiana (AMI)
- Ecumenical Society of the Blessed Virgin Mary (ESBVM - Inghilterra-Usa)
- Società mariologica mediorientale (Libano)
- Mariological Academy of India (India)
- Mariological Society of Philippines

Altre sezioni mariane:
- Sezione africana
- Sezione asiatica
- Sezione brasiliana
- Sezione latinoamericana
- Sezione slovena

## Centri mariani
- Pontificia facoltà teologica "Marianum" (Roma)
- International Marian Research Institute (Dayton - USA)
- Accademia Mariana di S. Massimilano M. Kolbe (Kolbianum) a Niepokalanów (Polonia)
- Centro mariano de los Siervos de Maria (Messico)
- Centrum Formacji Maryjnej “Salvatoris Mater” Księży Marianów (Polonia)
- Academia Marial de Aparecida (Brasile)
- Centro Mariano (Our Lady Ta' Pinu Shrine - Gozo, Malta)

## Congressi

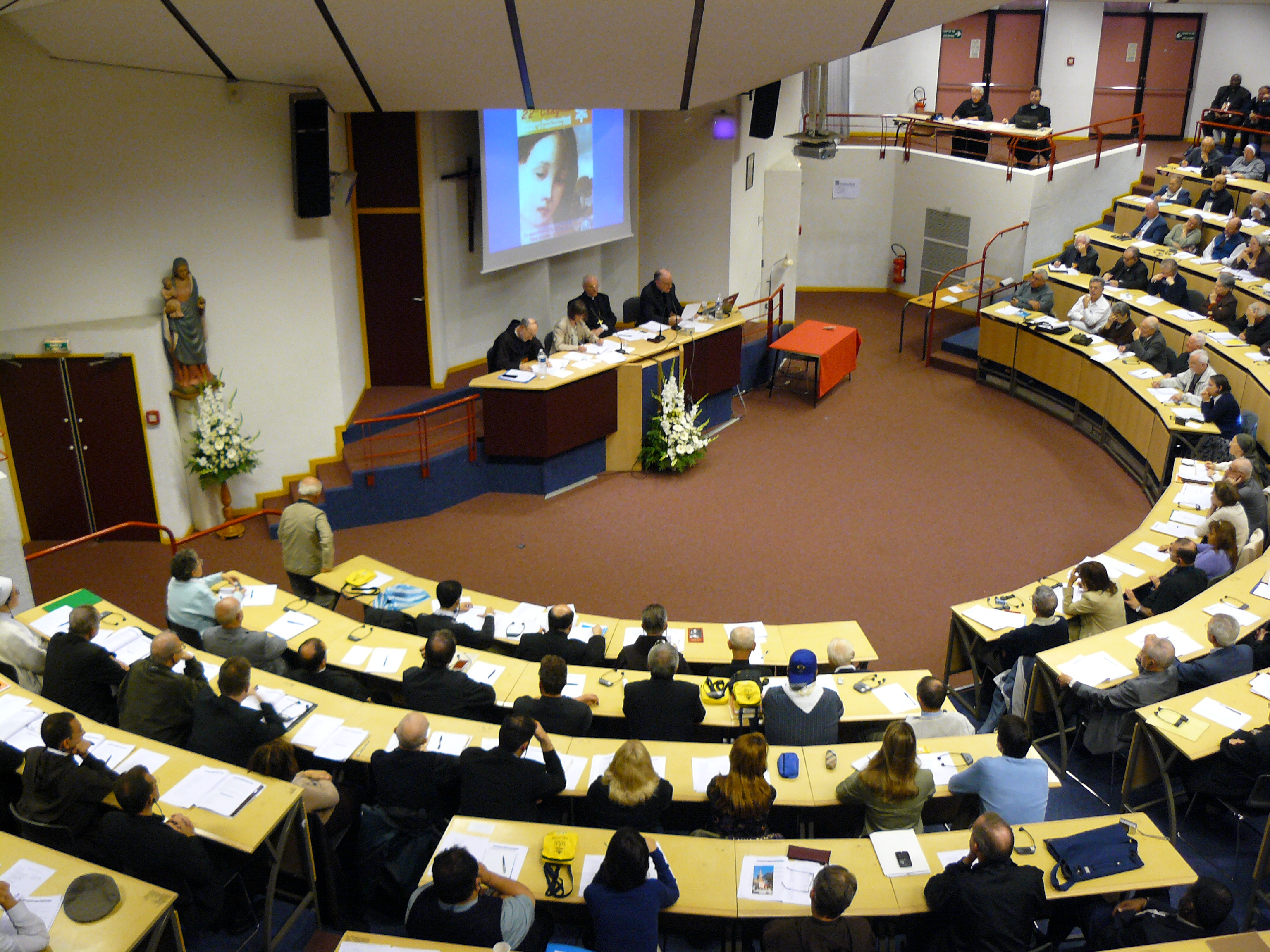
Lourdes 2008

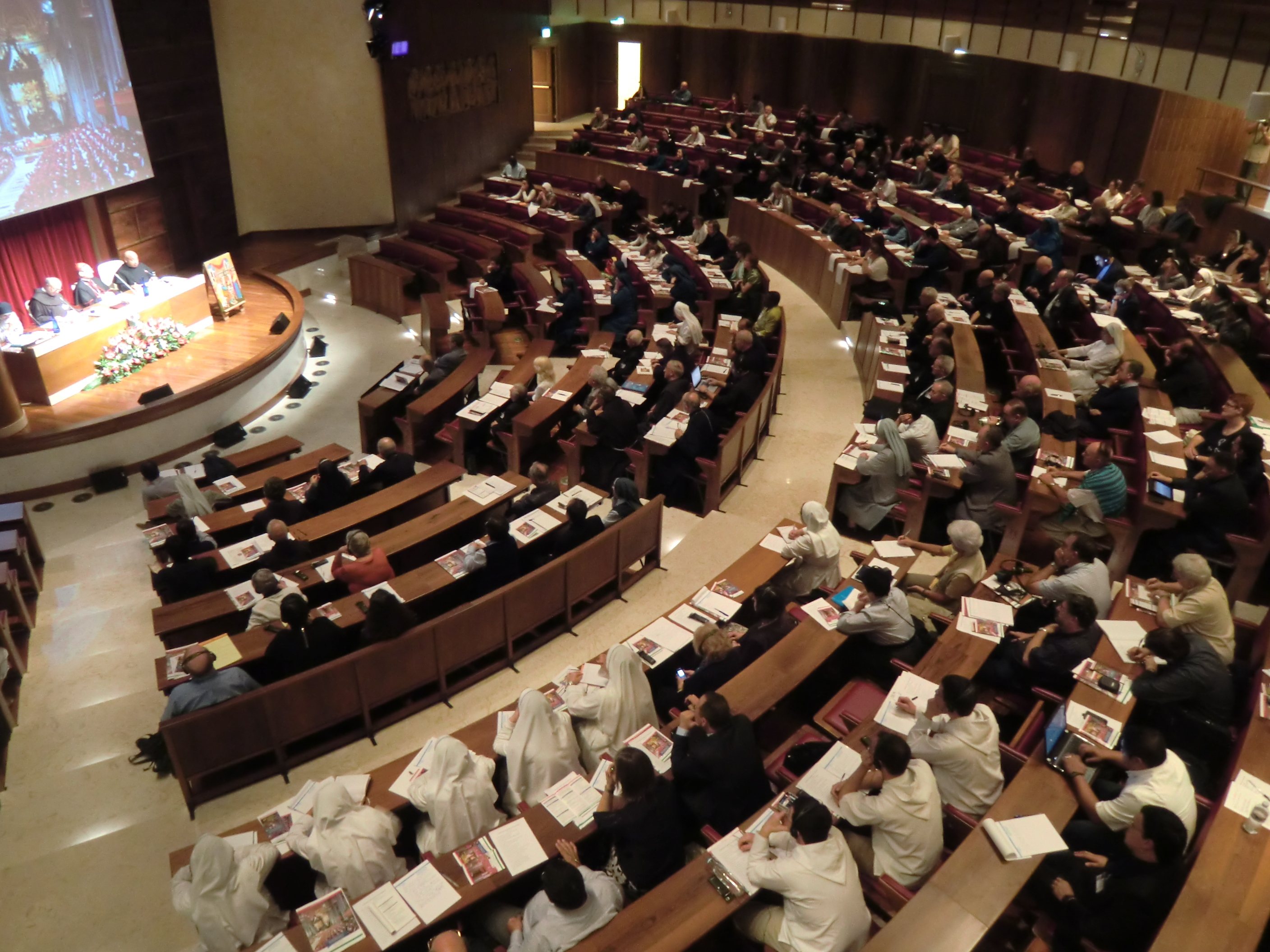
Congresso 2012

### Congressi mariologici internazionali - Congressi mariani internazionali
Nel 1950 venne affidata all'Accademia Mariana la celebrazione dei congressi con la nuova dicitura "mariologico" e "mariano", come suggerito da padre Carlo Balić.
- 1950 Roma: 1º Congresso Mariologico e 8º Congresso Mariano Internazionale
- 1954 Roma: 2º Congresso Mariologico e 9º Congresso Mariano Internazionale
- 1958 Lourdes: 3º Congresso Mariologico e 10º Congresso Mariano Internazionale
- 1965 Santo Domingo: 4º Congresso Mariologico e 11º Congresso Mariano Internazionale
- 1967 Lisbona-Fátima: 5º Congresso Mariologico e 12º Congresso Mariano Internazionale
- 1971 Zagabria: 6º Congresso Mariologico e 13º Congresso Mariano Internazionale
- 1975 Roma: 7º Congresso Mariologico e 14º Congresso Mariano Internazionale
- 1979 Saragozza: 8º Congresso Mariologico e 15º Congresso Mariano Internazionale
- 1983 Malta: 9º Congresso Mariologico e 16º Congresso Mariano Internazionale
- 1987 Kevelaer: 10º Congresso Mariologico e 17º Congresso Mariano Internazionale
- 1992 Huelva: 11º Congresso Mariologico e 18º Congresso Mariano Internazionale
- 1996 Częstochowa: 12º Congresso Mariologico e 19º Congresso Mariano Internazionale

Congressi Mariologici Mariani Internazionali.
Dal 2000 i congressi assunsero l'attuale denominazione, dopo la revisione degli Statuti della PAMI, approvata da Giovanni Paolo II l'8 gennaio 1996.
- 2000 Roma: 20º Congresso Mariologico Mariano Internazionale
- 2004 Roma: 21º Congresso Mariologico Mariano Internazionale
- 2008 Lourdes: 22º Congresso Mariologico Mariano Internazionale
- 2012 Roma: 23º Congresso Mariologico Mariano Internazionale
- 2016 Fátima: 24º Congresso Mariologico Mariano Internazionale

## Cattedra di studi mariologici
La PAMI gestisce la cattedra di studi mariologici Beato Giovanni Duns Scoto nella Facoltà di Teologia della Pontificia università Antonianum di Roma.

## Pubblicazioni
- Elenco delle opere edite dalla PAMI, su pami.info.